# 阿部博幸
阿部博幸（日语：／ Abe Hiroyuki），日本男子乒乓球运动员。他曾获得1982年亚洲运动会乒乓球比赛男子双打冠军。他还获得过三枚世界乒乓球锦标赛铜牌。